# Dolná Tižina
Dolná Tižina (maďarsky Alsótizsény, do roku 1907 Alsótizsina) je obec v okrese Žilina na Slovensku. Žije v ní přibližně 1 500 obyvatel.

## Historie
První písemná zmínka o vesnici pochází z roku 1439.

## Přírodní poměry
Obec leží v severovýchodní části Žilinské kotliny v regionu Horní Pováží, asi 15 km východně od Žiliny. Směrem na východ od obce se zvedají vrcholky Malé Fatry, západně od obce protéká řeka Varínka. Do správního území obce zasahuje část národní přírodní rezervace Prípor.
Dolná Tižina se nachází mezi obcemi Varín a Belá, v těsném sousedství obce Stráža, přes kterou má silnicí II/583 spojení na Žilinu i Terchovou.

## Galerie

Dolná Tižina
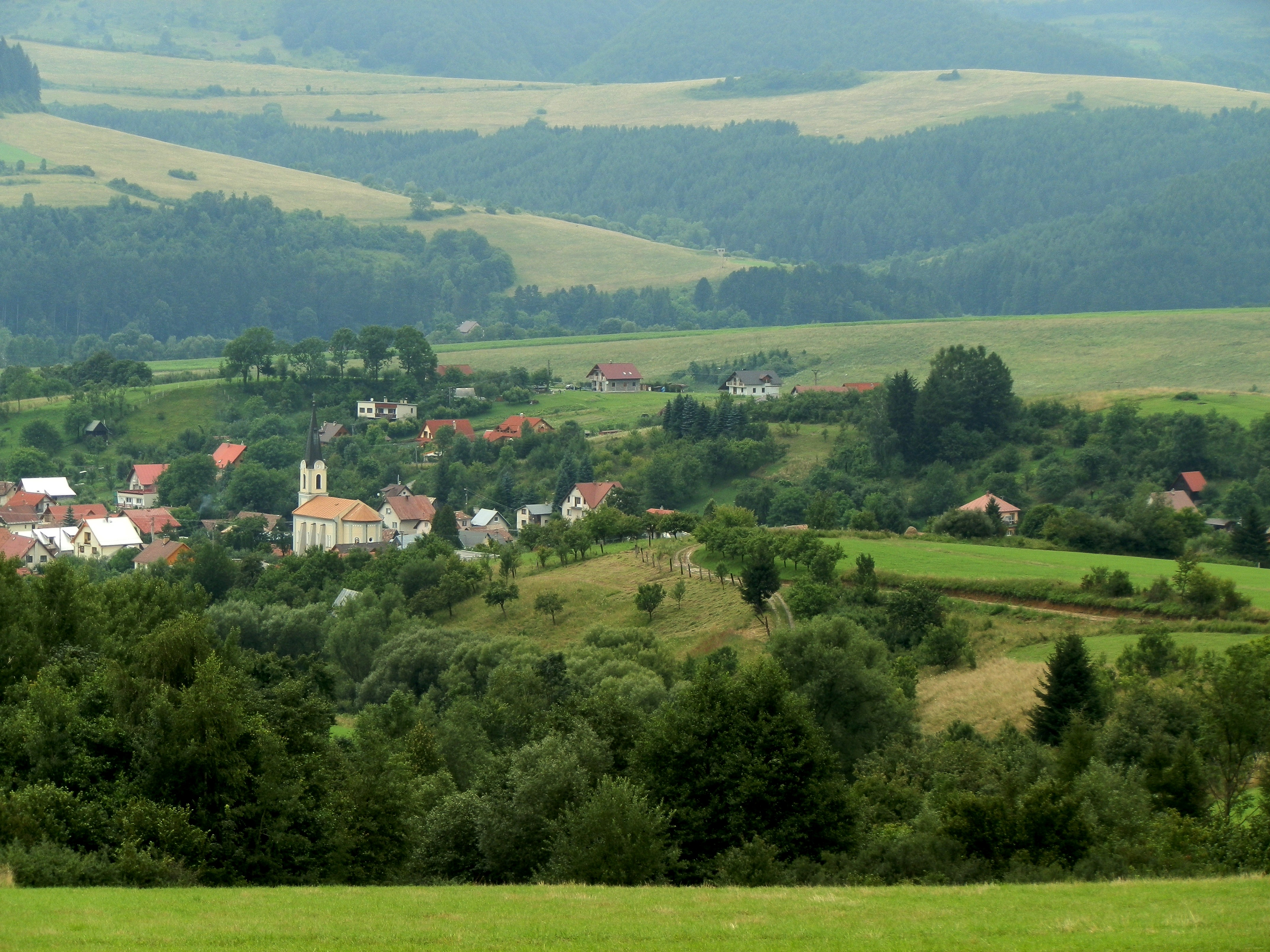
Pohled na obec
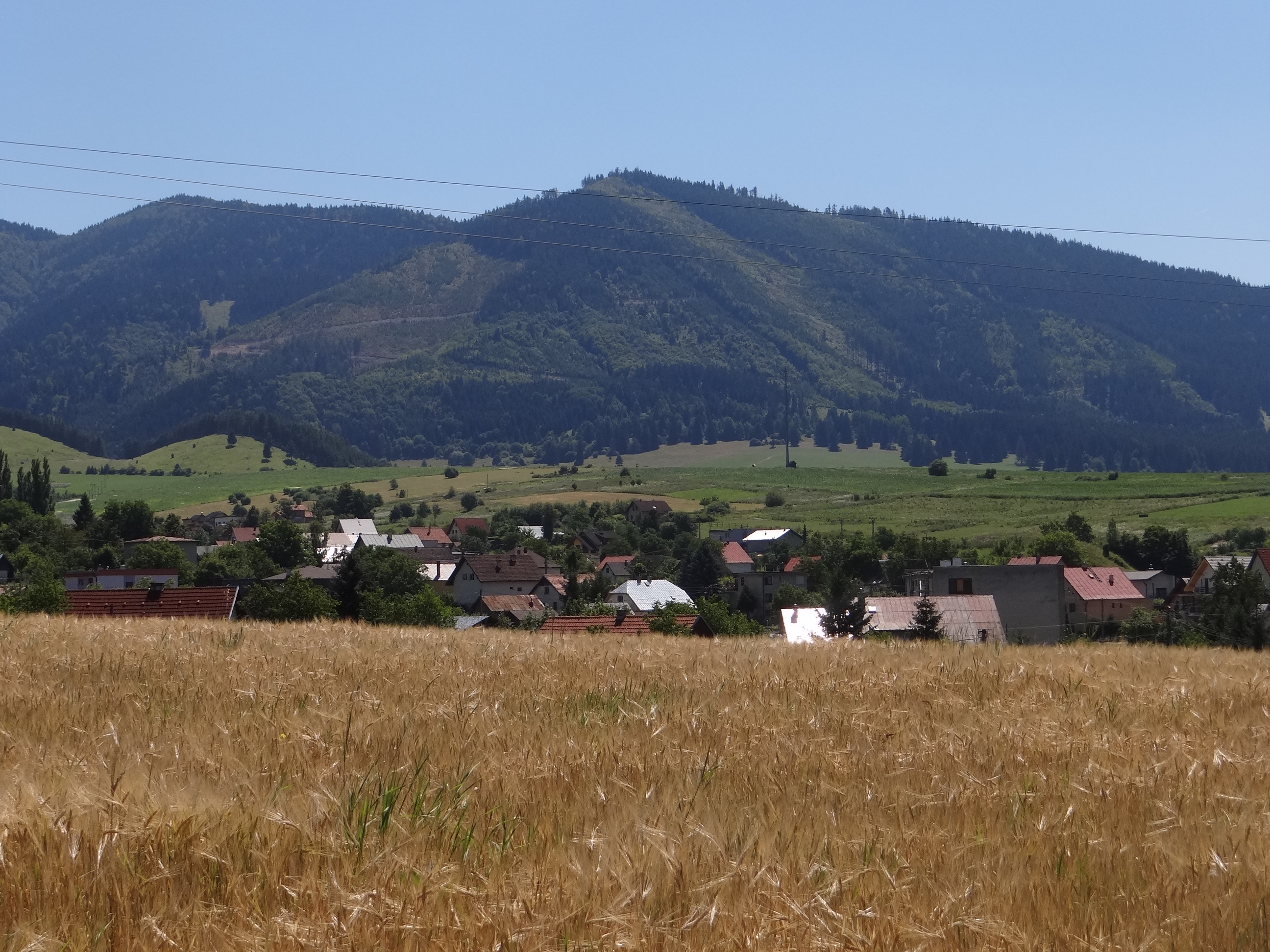
V létě
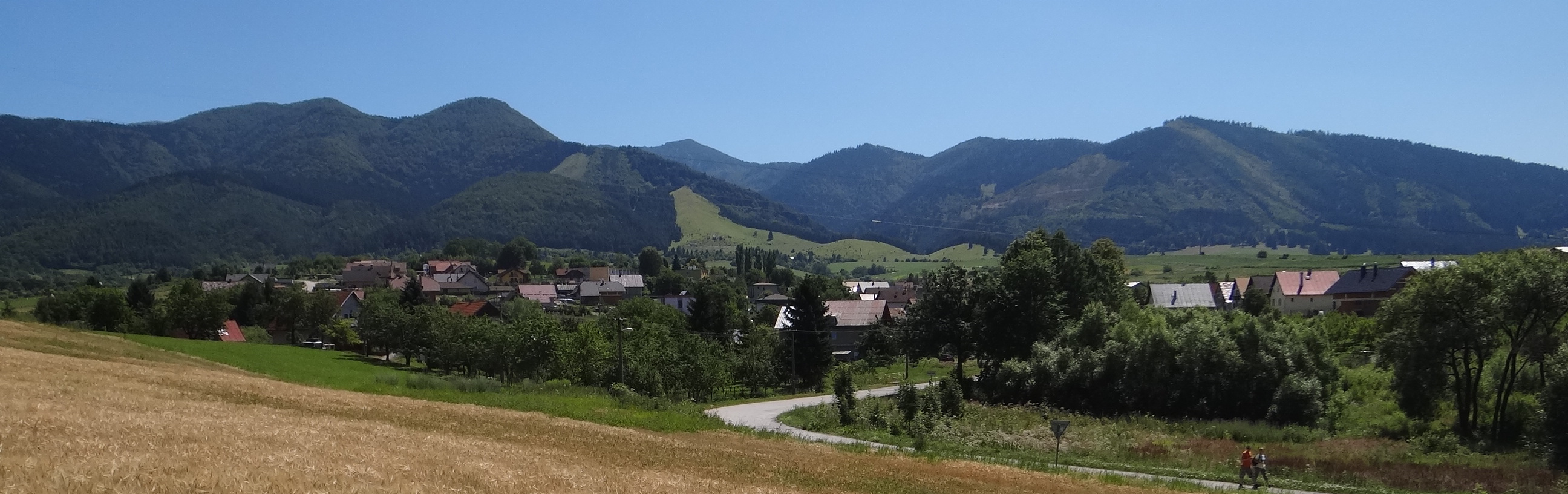
Začátek obce